# Festival di Sanremo 1956
Il sesto Festival di Sanremo si svolse al Salone delle feste del Casinò di Sanremo dall'8 al 10 marzo 1956 dalle ore 22 con la conduzione di Fausto Tommei, affiancato da Maria Teresa Ruta, alla sua seconda conduzione consecutiva. In TV venne trasmesso dalle 22:45 le prime due serate e alle 22 la serata finale.
La canzone vincitrice di questa edizione fu Aprite le finestre, cantata dalla debuttante Franca Raimondi.

## Partecipanti
| Interprete       | Ultime partecipazioni al Festival |
| ---------------- | --------------------------------- |
| Clara Vincenzi   | Esordiente                        |
| Franca Raimondi  | Esordiente                        |
| Gianni Marzocchi | Esordiente                        |
| Luciana Gonzales | Esordiente                        |
| Tonina Torrielli | Esordiente                        |
| Ugo Molinari     | Esordiente                        |

## Classifica, canzoni e cantanti

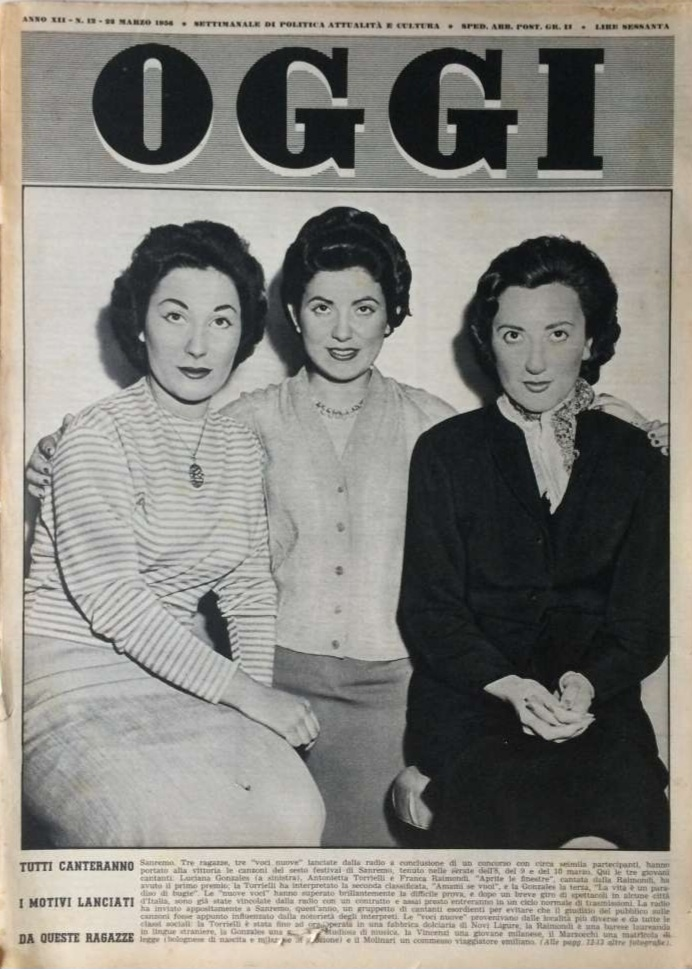
Le prime tre classificate del festival sulla copertina di Oggi; da sinistra: Gonzales, Torrielli e Raimondi

| Posizione | Interprete                         | Canzone                        | Autori                             | Voti ricevuti |
| --------- | ---------------------------------- | ------------------------------ | ---------------------------------- | ------------- |
| 1º        | Franca Raimondi                    | Aprite le finestre             | Pinchi e V. Panzuti                | 171           |
| 2º        | Tonina Torrielli                   | Amami se vuoi                  | M. Panzeri e V. Mascheroni         | 163           |
| 3º        | Luciana Gonzales                   | La vita è un paradiso di bugie | D. Calcagno e N. Oliviero          | 153           |
| 4º        | Tonina Torrielli                   | Il cantico del cielo           | A. Testa e C. A. Rossi             | 92            |
| 5º        | Ugo Molinari                       | La colpa fu                    | Gippi, L. Beretta e E. Sciorilli   | 88            |
| 6º        | Tonina Torrielli                   | Il bosco innamorato            | G. C. Testoni e G. Kramer          | 77            |
| 7º        | Ugo Molinari                       | Albero caduto                  | G. Fiorelli e M. Ruccione          | 76            |
| 8º        | Gianni Marzocchi                   | Musetto (La più bella sei tu)  | D. Modugno                         | 41            |
| 9º        | Ugo Molinari                       | Nota per nota                  | G. Viezzoli                        | 24            |
| 10º       | Ugo Molinari                       | Due teste sul cuscino          | G. C. Testoni e F. Rendine         | 20            |
| NF        | Gianni Marzocchi e Clara Vincenzi  | Anima gemella                  | G. C. Testoni e C. A. Rossi        |               |
| NF        | Luciana Gonzales                   | È bello                        | Danpa e D. Vignali                 |               |
| NF        | Gianni Marzocchi                   | Ho detto al sole               | R. Morbelli e Falco                |               |
| NF        | Franca Raimondi                    | Il trenino del destino         | B. Cherubini, M. Schisa e M. Trama |               |
| NF        | Clara Vincenzi                     | Il trenino di latta verde      | M. Gigante, L. L. Martelli e Neri  |               |
| NF        | Gianni Marzocchi e Franca Raimondi | Lucia e Tobia                  | M. Panzeri e G. D'Anzi             |               |
| NF        | Clara Vincenzi                     | Lui e lei                      | S. Simoni, Faccenna e M. Casini    |               |
| NF        | Luciana Gonzales                   | Parole e musica                | N. Rastelli e Silvestri            |               |
| NF        | Tonina Torrielli                   | Qualcosa è rimasto             | Pinchi e Spaggiari                 |               |
| NF        | Franca Raimondi e Clara Vincenzi   | Sogni d'or                     | A. Costanzo e P. Maschio           |               |

## Storia
Gli organizzatori, per fare in modo che il festival tornasse ad essere un "concorso di canzoni" e non una gara fra interpreti, per il Festival del 1956 decisero di far cantare i brani a cantanti debuttanti. Fra 6 646 candidati attraverso il concorso nazionale Voci nuove furono selezionati 6 cantanti: Luciana Gonzales, Gianni Marzocchi, Ugo Molinari, Franca Raimondi, Tonina Torrielli e Clara Vincenzi.
Contrariamente alle tre edizioni immediatamente precedenti, ogni canzone veniva eseguita una sola volta. Tra gli artisti debuttanti l'unica che ottenne un certo successo fu Tonina Torrielli, soprannominata la caramellaia di Novi, dato che aveva svolto l'attività di operaia in quel settore. La Torrielli si classificò al secondo posto con Amami se vuoi, e, fatto senza precedenti, le fu concesso il bis. Il dirigente della Rai Fulvio Palmieri giustificò questa eccezione col fatto che la cantante era sotto contratto con la Cetra, di proprietà della Rai, e che quindi la Rai stessa aveva tutto l'interesse a lanciarla sul mercato. Anche le canzoni presentate, ad eccezione di Musetto, che vantò in seguito una pregevole versione del Quartetto Cetra, passarono presto nel dimenticatoio e quindi le scelte compiute per questa edizione non si rivelarono azzeccate.
Il 1956 fu anche l'anno di esordio dell'Eurovision Song Contest, nato ispirandosi alla kermesse sanremese. Alla prima storica edizione, svoltasi a Lugano (Svizzera) presero parte i rappresentanti di 7 Paesi. Per l'Italia parteciparono le prime due classificate (Franca Raimondi e Tonina Torrielli), con i brani da loro presentati a Sanremo.
Per ovviare alle polemiche scaturite dalla decisione di escludere gli artisti già noti al pubblico, fu organizzata una quarta serata fuori concorso durante la quale si esibirono Nilla Pizzi, Achille Togliani, Teddy Reno, Carla Boni, Gino Latilla, Claudio Villa, Katyna Ranieri, Giorgio Consolini, Tullio Pane, Franco Ricci, Nuccia Bongiovanni e Bruno Pallesi, accompagnati dall'orchestra di Cinico Angelini.
Fu realizzato inoltre un documentario, curato dalla troupe di Domenico Paolella, intitolato San Remo canta, che raccontava anche i retroscena con le immagini realizzate dietro le quinte del Festival.
Si rivide in questa occasione il contestatore soprannominato "Il Vendicatore di Vercelli" (al secolo Serafino Dabbene), già manifestatosi due anni prima, che gettò improvvisamente dei volantini in sala per protesta contro l'esclusione di un suo brano "dedicato ai conigli e ai gatti", prima di essere immediatamente allontanato dalla sala e tratto in arresto.

## Regolamento
Vengono presentate 10 canzoni per sera, per i primi due giorni. Al termine di ogni serata i giurati votano e decidono quali sono le 5 canzoni che hanno accesso alla finale e quali vengono eliminate. Durante la terza sera ha luogo la finale.
Per quest'anno viene sospesa la "doppia esecuzione" dei brani.

## Orchestra
Orchestra Arcobaleno diretta dal maestro Gian Stellari.
Ripete i motivi l'orchestra del maestro George Melachrino.

## Organizzazione
- RAI
- Casinò di Sanremo